# Quy Nhon
Quy Nhon er en by i det sydøstlige Vietnam med et indbyggertal (pr. 2004) på cirka 255.000. Byen ligger på kysten til det Sydkinesiske hav i provinsen Binh Dinh. 
13°46′N 109°14′Ø / 13.767°N 109.233°Ø
- Wikimedia Commons har flere filer relateret til Quy Nhon